# Pascoal Mocumbi
Pascoal Mocumbi (ur. 10 kwietnia 1941 w Lourenço Marques, zm. 25 marca 2023) – premier Mozambiku w latach 1994–2004.

## Życiorys
Urodził w Lourenço Marques (obecnie Maputo). W latach 1960–1961 studiował na Uniwersytecie Medycznym w Lizbonie, a następnie na Uniwersytecie w Poitiers we Francji. W 1962 przerwał studia w i zaangażował się w tworzenie Frontu Wyzwolenia Mozambiku, zostając członkiem komitetu centralnego, a także szefem informacji i propagandy. W 1967 wznowił studia na Uniwersytecie w Lozannie. W 1970 poślubił Adelinę Isabel Bernardino Paindane Mocumbi; para dochowała się sześciorga dzieci.
W 1973 uzyskał dyplom lekarza i po odbyciu stażu lekarskiego w Szwajcarii w 1975 wrócił do Mozambiku, gdzie został lekarzem położnictwa i ginekologii w Centralnym Szpitalu Maputo, a w latach 1975–1976 dyrektorem szpitala José Macamo.
Od 1980 roku rządu dołączył jako minister zdrowia, którym pozostał do 1987. W latach 1987–1994 pełnił funkcję ministra spraw zagranicznych. W 1994 został premierem i pozostał na tym stanowisku przez 10 kolejnych lat.